# Ordine di José Cecilio Del Valle
L'Ordine di José Cecilio Del Valle è un'onorificenza concessa dall'Honduras.

## Storia
L'Ordine è stato fondato il  3 ottobre 1957 per premiare i cittadini e gli stranieri che si sono distinti nelle arti e nelle scienze, per i servizi alla nazione o per servizi diplomatici.

## Classi
L'Ordine dispone delle seguenti classi di benemerenza:
- Collare
- Gran Croce con Stella d'Oro
- Gran Croce con Stella d'Argento
- Grand'Ufficiale
- Commendatore
- Ufficiale
- Cavaliere

## Insegne
- Il nastro è completamente verde per le quattro classi più basse, verde con bordi grigi per la classe di Gran Croce con Stella d'Argento e verde con bordi gialli per le classi di Gran Croce con Stella d'Oro e Collare.

| Nastri    | Nastri    | Nastri       | Nastri          | Nastri                          | Nastri                      | Nastri  |
| --------- | --------- | ------------ | --------------- | ------------------------------- | --------------------------- | ------- |
| Cavaliere | Ufficiale | Commendatore | Grand'Ufficiale | Gran Croce con Stella d'Argento | Gran Croce con Stella d'Oro | Collare |